# أنيت كولودني
أنيت كولودني (21 أغسطس 1941-11 سبتمبر 2019) ناشطة وناقدة أدبية نسوية أمريكية، وقد شغلت منصب أستاذة كلية العلوم الإنسانية في الأدب والثقافة الأمريكية في جامعة أريزونا في توكسون. تطرقت كتاباتها البحثية الرئيسية لتجارب النساء على الحدود الأمريكية وإسقاط التشابيه الأنثوية على المشهد الأمريكي. درست كتاباتها الأخرى بعض جوانب النسوية خلال فترة ما بعد ستينيات القرن العشرين، كمراجعة الموضوعات السائدة في الدراسات الأمريكية، والمشاكل التي تواجهها النساء والأقليات في الأكاديمية الأمريكية.

## سيرة الحياة
ولدت كولودني في مدينة نيويورك. وقد توجت مسيرتها المهنية الطويلة والمتميزة، بنشرها كتاب بعنوان بحثًا عن التواصل الأول: الفايكنج في فينلاند، وشعوب داونلاند، والقلق الأنجلو أمريكي من الاستكشاف (مطبعة جامعة ديوك) عام 2012. اعتبرته المجلة المؤثرة إنديان كاونتري توداي على الفور واحدًا من أهم 12 كتابًا في دراسات الأمريكيين الأصليين المنشورة في عام 2012. منحت جمعية الأدب الغربي الكتاب جائزة توماس ليون «كأفضل كتاب في الدراسات الأدبية والثقافية الغربية المنشورة عام 2012». كانت البروفيسورة كولودني قد تركت بصمتها في وقت سابق في مجال دراسات الأمريكيين الأصليين من خلال نشر تحفة عام 1893 من الأدب الأمريكي الأصلي والتي فُقدت لفترة طويلة، ألا وهي كتاب جوزيف نيكولار: حياة الرجل الأحمر وتقاليده (مطبعة جامعة ديوك، 2007). تضمنت هذه الطبعة الجديدة تحليلًا تفسيريًا لنص نيكولار وكذلك للتاريخ الرائع لأمة بينوبسكوت في ولاية ماين. يمثل هذان الكتابان الأخيران تتويجًا لمسيرة بحثية بدأت بدراسات عن الحدود الأمريكية، ووصلت إلى تجارب اختراق للاتصالات عبر الأطلسي بين الأوروبيين والأمريكيين الأصليين.
ولدت كولودني في مدينة نيويورك، ووالداها ديفيد كولودني وإستر ريفكيند كولودني. أدت عملها الجامعي في كلية بروكلين، والتي تخرجت منها في عام 1962 برتبة الشرف الأولى التي اعتمدتها جمعية فاي بينا كابا. شغلت بعد تخرجها منصبًا في هيئة التحرير لمجلة نيوزويك. عادت كولودني لتستكمل دراساتها العليا في عام 1964، مشيرةً إلى رغبتها في «تعليم الناس التفكير النقدي ولأنها أرادت أن تكون قادرة على نشر أفكارها الخاصة، وليس مجرد التعبير عن أفكار الآخرين». أنهت رسالتا الماجستير والدكتوراه في جامعة كاليفورنيا في بيركلي، وحصلت على الدرجة الثانية عام 1969.
لم تلبث كثيرًا في أول منصب تدريسي لها في جامعة ييل لأنها غادرت مع زوجها بعد عام إلى كندا، إذ رُفض طلب طعنه لإدارة التجنيد فيما يتعلق بوضعه كمعترض ضميري طوال فترة حرب فيتنام. ساعدت في تطوير أول برنامج معتمد ومتعدد التخصصات لدراسات المرأة عندما وجدت منصبًا في جامعة كولومبيا البريطانية في غرب كندا، وذلك قبل العودة إلى الولايات المتحدة في عام 1974 للتدريس في جامعة نيو هامبشاير.
كتبت أول عمل رسمي لها في نيو هامبشاير، وكان عملًا عن النقد النسوي المرتبط بالبيئة بعنوان أخاديد الأرض: استعارة كتجربة وتاريخ في الحياة والآداب الأمريكية (1975). حُرمت كولودني من الترقية والتثبيت في قسم اللغة الإنجليزية بجامعة نيو هامبشاير، رغم حصول كتابها على مراجعات إيجابية وريادته في مجال النقد النسوي المرتبط بالبيئة. نشطت في الحركات الطلابية أثناء وجودها في بيركلي، وواصلت الدفاع عن الحق في إنشاء برنامج لدراسات المرأة. رفعت في وقت لاحق دعوى قضائية ضد جامعة نيو هامبشاير متهمة إياها بالتحيز الجنسي ومعاداة السامية، وقد فازت «بأكبر تعويض مالي حتى تاريخها لقضية من هذا النوع». استخدمت هذه الأموال لتأسيس الصندوق القانوني للجنة العمل المعنية بالتمييز للرابطة الوطنية لدراسات المرأة، وهي منظمة ساعدت في تأسيسها، وعملت كمديرة للجنة العمل بين عامي 1980 و1985. تغير اسم لجنة العمل الآن إلى نسويات ضد التمييز الأكاديمي ضمن الرابطة الوطنية لدراسات المرأة.